# Orionarmen

Vintergatans spiralarmar.

Orionarmen, även kallad Orion-Cygnusarmen eller Lokala armen, är en liten spiralarm i Vintergatan. Solsystemet, inklusive jorden, finns i Orionarmen.

De Messierobjekt som finns i Orionarmen är Messier 6, Messier 7, Messier 23, Messier 25, Messier 27, Messier 29, Messier 34, Messier 35, Messier 39, Messier 40, Messier 41, Messier 42, Messier 43, Messier 44, Messier 45, Messier 46, Messier 47, Messier 48, Messier 50, Messier 57, Messier 67, Messier 73, Messier 76, Messier 78, Messier 93 och Messier 97.

### Fotnoter
1. ↑  ”Vintergatan får en extra arm”. Illustrerad vetenskap. 7 mars 2004. Arkiverad från originalet den 13 mars 2016. https://web.archive.org/web/20160313052329/http://illvet.se/universum/vintergatan-far-en-extra-arm. Läst 2 september 2015.